# Balmazújváros KK
Actualités
Dernière mise à jour : 22 octobre 2015.
Le Balmazújváros KK est un club de handball, situé à Balmazújváros en Hongrie, évoluant en Nemzeti Bajnokság I.

## Histoire
- 1953: Fondation du Balmazújváros KK.
- 2014: Le club accède à la Nemzeti Bajnokság I.
- 2015: Le club termine sixième de la Nemzeti Bajnokság I.